# Ghimbav
Ghimbav (in ungherese Vidombák, in tedesco Weidenbach, in dialetto sassone transilvano Wedjebich) è una città della Romania di  7.300 abitanti (2022), ubicata nel distretto di Brașov, nella regione storica della Transilvania.
A Ghimbav è in fase avanzata di costruzione l'aeroporto internazionale di Brașov, con una pista della lunghezza di 2 800 m e un terminal dimensionato per un milione di passeggeri all'anno; l'apertura, inizialmente prevista per il luglio 2007, avverrà entro il 2022.
La città viene menzionata per la prima volta in una lettera scritta nel 1420 dal re Sigismondo di Lussemburgo, nella quale invita gli abitanti della località a unire le proprie forze con quelle dei villaggi vicini per contribuire alla costruzione delle fortificazioni di Brașov.
Dal punto di vista economico, l'industria più importante è la IAR, omonima dell'azienda aeronautica presente a Brașov nel periodo tra le due guerre, che si occupa della costruzione di elicotteri e piccoli aerei, tra cui elicotteri Eurocopter su licenza.